# Oddny Aleksandersen
Oddny Ballo Aleksandersen (født 5. februar 1942 i Vadsø) er en norsk politiker og tidligere minister for Arbeiderpartiet.Hun var administrationsminister 1992–1993 i Regeringen Gro Harlem Brundtland III.
Aleksandersen er uddannet cand.mag. med i statsvidenskab fra Universitetet i Tromsø, norsk og historie fra Norges lærerhøgkole i Trondheim og har en læreruddannelse fra Lærerskolen i Nesna. 
Hun startede sin karriere som lærer i Kirkenes, derefter fulgte flere år som programsekretær ved NRK Finnmark. Efter perioden som minister gik hun tilbage til sin stilling som rådgiver inden for videreuddannelse ved Universitet i Tromsø.

## Ekstern Henvisning
- Biografi stortinget.no